# Prescription optique

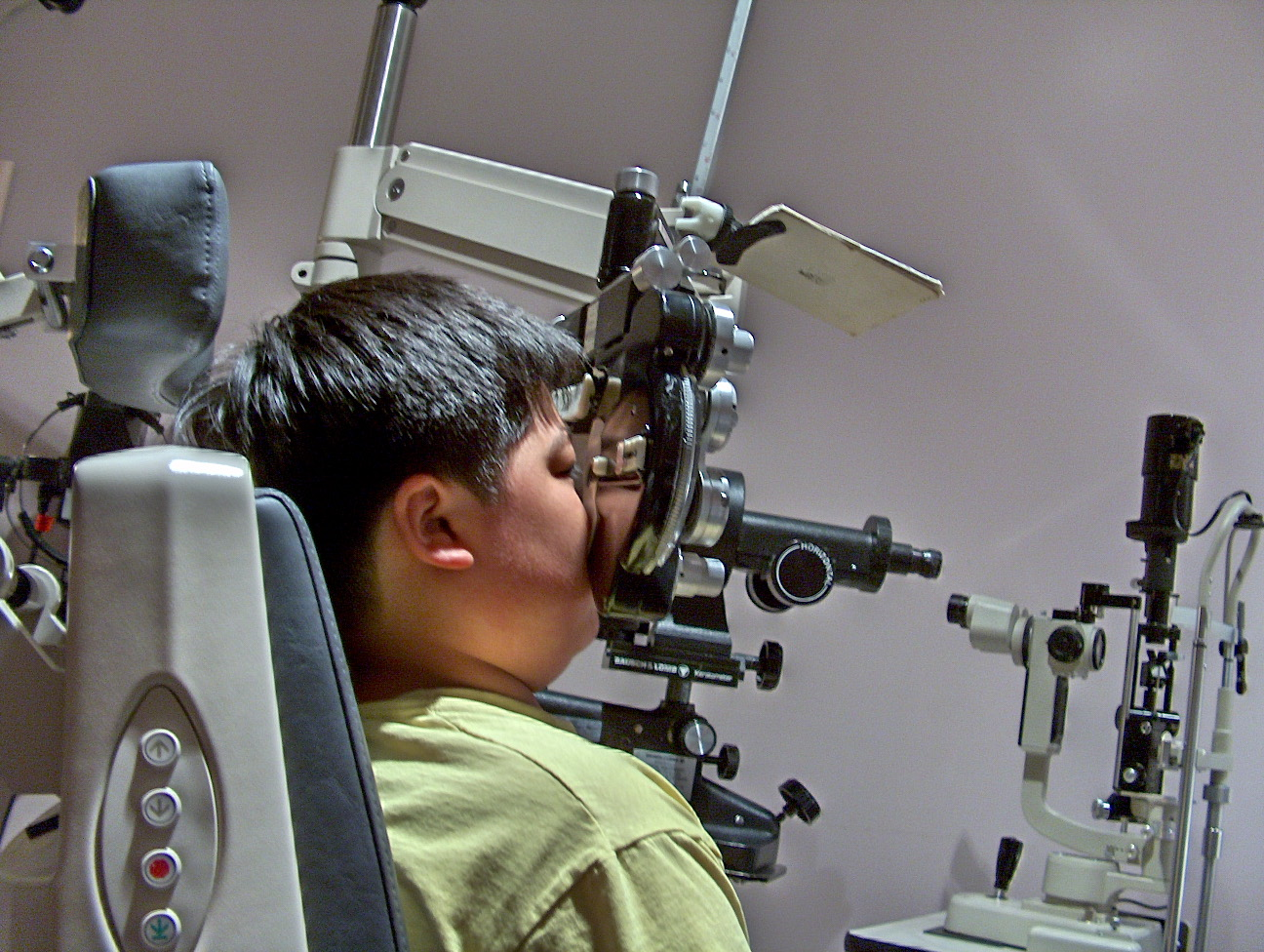
Utilisation d'une unité de réfraction pour sélectionner la correction optique en verres de lunettes

Une prescription optique est une ordonnance rédigée par un professionnel de la vision, comme un ophtalmologiste (en France) ou par un optométriste (dans les pays anglo-saxons ou en Belgique), qui indique la valeur de tous les paramètres que le prescripteur juge nécessaires pour la réalisation d'un équipement en verres correcteurs pour un patient.
Si l'examen de vue indique que des verres correcteurs sont justifiés et nécessaires, le prescripteur rédige généralement une ordonnance avec prescription d'un équipement optique.
Les paramètres indiqués sur l'ordonnance comportent la puissance dioptrique de chaque verre à réaliser de manière à corriger le flou visuel dû à un trouble réfractif comme la myopie, l'hypermétropie, l'astigmatisme ou la presbytie. La puissance du verre correcteur est déterminée par l'utilisation d'un réfracteur (ou unité de réfraction) ou manuellement, associée à un questionnaire auprès du patient (« avec ce verre, c'est mieux, c'est moins bien ? »), et d'un réfracteur automatique.
Un opticien ou un orthoptiste français n'est pas autorisé actuellement à prescrire des équipements optiques.[Information douteuse]
Un optométriste, qui est titulaire d'un diplôme de qualification supérieure à celui d'un opticien, peut prescrire une correction optique en France. Mais à la différence d'une prescription faite par un ophtalmologiste, cet acte ne peut être remboursé par la Sécurité Sociale.
À la suite de la prescription des verres, l'ophtalmologiste peut demander un bilan orthoptique, afin de vérifier l'équilibre oculomoteur (si les yeux fonctionnent bien en même temps) du patient avec la nouvelle correction prescrite. En effet, certains patients qui présentent un déséquilibre peuvent avoir des maux de tête, des vertiges, les yeux qui brûlent ou qui rougissent vite…
Un orthoptiste est titulaire d'un diplôme de capacité en orthoptie et a été formé par des ophtalmologistes (notamment en réfraction), des neurologues… Il va vérifier que la correction prescrite ne provoque pas de déséquilibre chez le patient et si tel est le cas il peut conseiller au médecin prescripteur un petit réajustement. Mais aussi, il vérifie les déséquilibres du patient sans correction, pour apporter un meilleur confort de ce dernier lorsque les lunettes auront été prescrites (si déséquilibre il y a). Ces actes sont remboursés par la sécurité sociale.
L'opticien réceptionne la prescription, conseille et commande les verres et la monture après avoir pris des mesures morphologiques sur le porteur, puis taille et monte les verres, assemble l'équipement optique, et ajuste la monture, délivre, vend l'équipement optique et prodigue les conseils d'entretien.
En France, en ce qui concerne la prescription optique, on parlait des "3 O" (ophtalmologistes, orthoptistes et opticiens) avant la reconnaissance de l'optométrie.

## Abréviations et termes
Tout comme une prescription médicale, les ordonnances optiques sont rédigées avec de nombreuses abréviations et différents termes:
- VL est une abréviation pour vision de loin. Cela désigne la correction nécessaire pour améliorer la vision au loin.
- VP est une abréviation pour vision de près. Cela désigne la correction nécessaire pour améliorer la vision de près, pour lire par exemple.
- ADD, qui veut dire addition, indique la puissance réfractive à ajouter à la puissance sphérique de chaque œil pour la réalisation de verres progressifs.
- OD est une abréviation pour oculus dexter, latin c'est-à-dire œil droit.
- OS est une abréviation pour oculus sinister, latin, c'est-à-dire œil gauche.
- OG est une abréviation pour œil gauche, qui est beaucoup plus usitée.
- OU est une abréviation pour oculi uterque, latin, c'est-à-dire les deux yeux.
- ODG est une abréviation beaucoup plus utilisée au quotidien que OU.
- Une puissance sphérique corrige un trouble réfractif (ou amétropie) de l’œil avec une puissance réfractive convergente (pour l'hypermétropie) ou divergente (pour la myopie) dans tous les méridiens.
- Une puissance cylindrique corrige l'astigmatisme de l’œil en ajoutant ou en soustrayant une puissance cylindrique dans un méridien décrit par l'axe prescrit.
- Axe indique l'angle, en degrés, d'un des deux principaux méridiens du cylindre prescrit. Le principal méridien est indiqué par la correction cylindrique, qui peut être exprimée en cyl « + » ou cyl « - ». L'axe est mesuré sur un demi-cercle virtuel avec une ligne horizontale qui commence à 0°, située à 3 h, et finit à 180°, à 9 h.

Les colonnes sphère et cylindre indiquent la puissance du verre en dioptrie.
- Les valeurs prisme et base ne sont pas toujours présentes sur toutes les prescriptions. Le prisme fait référence à un déplacement de l'image à travers le verre, et est utilisé pour redresser un muscle oculaire ou un défaut de vergence (voir vergence) qui cause des troubles dans l'orientation ou la fixation de l’œil. La correction prismatique est mesurée en « dioptrie prismatique », et la base fait référence à la direction du déplacement.
- Écart pupillaire (EP) est la distance en millimètres entre les deux pupilles. Les termes écart interpupillaire ou demi-écarts pupillaires, ou écart pupillaire monoculaire sont utilisés indifféremment, surtout lors de la prescription de verres bifocaux ou progressifs. Ces mesures indiquent, en millimètres,la distance entre chaque pupille et le milieu du nez, c'est-à-dire l'endroit où repose le centre de la monture. À ne pas confondre avec la convergence oculaire qui est réflexe quand un objet est rapproché des yeux. La distance inter-pupillaire en vision de loin, quand les yeux sont fixés à l'infini en position primaire de regard, est différente de celle en vision de près quand le sujet regarde des objets proches. Ces mesures d'écarts pupillaires sont essentielles pour la vente de tout équipement optique, les écarts pupillaires monoculaires indispensables pour la vente de verre progressif ou de verres à forte correction. Les écarts pupillaires peuvent être mesurés par l'opticien avec un pupillomètre à reflet cornéen, un simple réglet ou un appareil de prises de mesures numérique.
- Distance verre/œil (DVO) est la distance entre la face arrière du verre et le sommet de la cornée (la face avant de l’œil). Elle est incontournable pour les corrections supérieures à ±4,00 D, car un changement de distance entre l’œil et le verre peut occasionner chez le porteur une perception de flou ou d'autres symptômes.

## Rappels
Une vision floue est le ressenti subjectif ou la perception d'une défocalisation par l'œil. Le flou peut apparaître différemment selon l'importance et le type d'amétropie. La vision floue se corrige en focalisant de la lumière sur la rétine par l'utilisation de verres optiques correcteurs ou de lentilles de contact, ou en ayant recours à la chirurgie réfractive qui modifie la forme de la cornée.
Les verres correcteurs ont parfois des effets indésirables comme la magnification, la diminution, la distorsion des images, la présence d'anneaux colorés, la modification du sens de la profondeur, etc. Les verres améliorent la vision tout d'abord en réduisant le flou.
L'acuité visuelle (AV) est la capacité à voir distinctement les détails d'un objet et est mesurée par une échelle d'acuité. L'échelle d'acuité, ou table d'optotypes, est l'outil utilisé par les professionnels de la vision pour comparer l'acuité visuelle du patient avec celle d'un autre individu. Bien que de nombreuses échelles d'acuité existent, les plus utilisées en France sont l'échelle Monoyer pour la Vision de Loin et l'échelle Parinaud pour la Vision de Près. D'autres optotypes courants sont les anneaux de l'échelle Landolt et l'échelle de Snellen, qui a été développée par un optométriste néerlandais Hermann Snellen (en) dans les années 1860. D'habitude ces échelles présentent 11 rangées de lettres en majuscules et la première rangée ne comporte qu'une seule lettre et les autres rangées comportent des lettres qui sont de taille de plus en plus petite.
Avec les personnes dans l'incapacité de lire les lettres, pour diverses raisons, comme les enfants encore non scolarisés, ou qui ne connaissent pas l'alphabet ou qui ont un handicap, les professionnels de la vision peuvent utiliser l'échelle de Snellen dite « Trident de Snellen », qui montre la lettre « E » en majuscules, dans diverses tailles et orientée par paliers de 90 degrés. Dans ce cas, le réfractionniste demandera au patient d'utiliser sa main (avec les doigts tendus) pour indiquer la direction dans laquelle les « doigts » du « E » pointent: droite, gauche, en haut, en bas. mais aussi l'échelle de Monoyer pour enfants, comportant des dessins d'animaux.
Une acuité visuelle moyenne varie entre 12/10 et 10/10. Peu d'individus ont 20/10 ou plus d'acuité visuelle, contrairement à beaucoup d'animaux, spécialement les oiseaux de proie, dont l'AV est estimée à 20/5 ou mieux.
Les échelles ne donnent pas d'information sur la vision périphérique, la perception de profondeur ou la perception des couleurs et de fait sont insuffisantes pour qualifier la vision, ou évaluer la santé oculaire. Un examen de vue complet inclura d'autres tests. Cependant les échelles d'acuité sont utiles pour décider quel patient a besoin de verres correcteurs ou de lentilles de contact et évaluer quelle est la correction effective nécessaire.

## Puissance du verre
Un œil humain standard sans anomalie de réfraction (= emmétrope) a une puissance réfractive d'environ 60 dioptries.
Les valeurs exprimées dans les colonnes sphère et cylindre spécifient la puissance optique des verres en dioptries, en abrégé « D ». Plus le nombre de dioptries est élevé, plus le verre fait converger ou diverger la lumière. Une dioptrie (D) est l'inverse de la longueur focale en mètres. Si un verre a une longueur focale de 1⁄3 mètres, alors le verre a une puissance de 3 dioptries.
Les verres peuvent présenter des puissances positives (signe plus) ou négatives (signe moins). Étant donné qu'une puissance positive pourra grossir l'image d'un objet et qu'une puissance négative pourra la diminuer, il est souvent possible de dire si un verre est positif ou négatif simplement en regardant à travers.
Les verres convexes forcent les rayons lumineux à converger et les verres concaves à diverger. Un verre négatif accolé à un verre positif donne un système optique avec une puissance égale à la somme des deux verres, ainsi un verre de −2,0 D combiné à un verre de +5,0 D forme un système dioptrique de +3,0 D.
Par convention, les verres positifs sont généralement dessinés comme convexes de chaque côté; les verres négatifs sont généralement dessinés comme concaves de chaque côté. Dans un système optique réel, la meilleure qualité optique est habituellement atteinte quand la plupart des rayons lumineux sont approximativement perpendiculaires (i.e., au bon angle) à la surface du verre. Dans le cas d'un verre correcteur, cela signifie que le verre devrait être taillé plus ou moins avec la face plus creuse vers l’œil, c'est pourquoi la forme de la plupart des verres correcteurs est celle d'un verre ménisque.
La caractéristique la plus importante d'un verre est sa distance focale principale, ou son contraire qui est appelé puissance du verre. La longueur focale principale d'un verre est déterminée par son indice de réfraction, les rayons de courbure des deux surfaces, et le milieu où se trouve le verre. Pour deux verres minces convexes accolés, tous les rayons parallèles devraient être focalisés sur un point connu comme le foyer principal. La distance entre le verre et ce point est la longueur focale principale du verre. Pour deux verres minces concaves accolés où les rayons divergent, la longueur focale principale est la distance à laquelle les rayons projetés en arrière devraient entrer ensemble et est de signe négatif. Pour un verre épais fait avec des surfaces sphériques, la distance focale sera différente à cause de différents rayons, et ce changement est appelé aberration sphérique. La longueur focale pour différentes longueurs d'onde sera aussi légèrement différente, et ceci sera appelé aberration chromatique.

## Verres sphériques et puissance sphérique
Habituellement:
- la composante sphérique est la correction principale
- la composante cylindrique est « un réglage fin » de la correction.

Dans un simple verre sphérique, chaque surface est une portion de sphère. Quand un verre sphérique agit comme une loupe, il grossit dans tous les méridiens de façon identique. Les lettres grossies sont grossies à la fois en hauteur et en largeur. De même, quand un verre sphérique met un système optique en défocalisation et génère du flou, le flou est présent dans tous les méridiens.

## Verres cylindriques et puissance cylindrique
Les surfaces d'un verre cylindrique sont des portions de cylindre. Par conséquent, ce verre réfracte la lumière. Quand un verre cylindrique agit comme grossissant, il grossit dans une seule direction. Par exemple, le grossissement montre des lettres grossies uniquement en hauteur et non en largeur. De même, quand un verre cylindrique met un système optique en défocalisation et provoque du flou, le flou ne se produit que dans un seul méridien.
Quand un réfractionniste fait un examen de vue —une procédure appelée réfraction— il commence habituellement par déterminer la meilleure correction sphérique. S'il existe un astigmatisme, l'étape suivante est de le compenser en ajoutant la bonne correction cylindrique.

## Axe
Les verres à puissance sphérique ont la même puissance dans tous les méridiens, comme +1,00 D, ou −2,50 D. Un verre cylindrique a une puissance réfractive dans une seule direction. L'orientation de cette puissance est indiquée sur la prescription par un axe.
L'axe décrit l'orientation de l'axe du verre cylindrique en degrés et varie de 1 à 180°, depuis la ligne horizontale quand le réfractionniste prend les mesures, c'est-à-dire quand on regarde le patient, donc du côté face externe du verre.
La puissance totale d'un verre avec une correction sphéro-cylindrique change en conséquence: dans le méridien indiqué par l'axe, la puissance est égale à la valeur connue comme « sphère ». Quand on bouge comme sur un cadran d'horloge, la puissance dans un méridien donné sera très proche à la somme des valeurs données pour la sphère et le cylindre jusqu'à atteindre le méridien à 90° depuis le méridien indiqué par l'axe, ou la puissance est égale à la somme de la sphère et du cylindre.

## Équivalent sphérique de réfraction
Les réfractionnistes utilisent le terme équivalent sphérique pour faire référence à la puissance de focalisation effective de l'œil si seules existent des aberrations sphériques. Il peut être défini ainsi:
{\displaystyle SER={\text{sph.}}+{\frac {1}{2}}*{\text{cyl.}}}
Par exemple, l'équivalent sphérique d'une prescription donnant une sphère de -4,0 D et un cylindre de -2,0 D à 180° est égal à -5,0 D.

## Vision de loin et vision de près

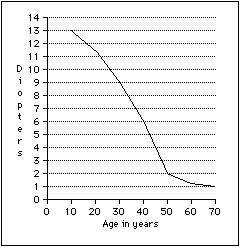
Graphique retraçant l'amplitude maximale d'accommodation selon l'âge d'après Duane

La VL indiquée sur la prescription indique la correction nécessaire pour voir net au loin. Pour la plupart des individus âgés de moins de quarante ans, seule cette partie est remplie. La VP est utilisée pour la prescription de verres double foyer ou progressifs, nécessaires pour corriger la presbytie.
Jusqu'à quarante ans, le cristallin de l’œil est assez souple et élastique pour accommoder, en se dilatant ou en se rétractant, à toutes les distances. Avec l'âge le cristallin durcit et devient de moins en moins apte à accommoder. Ce phénomène est appelé presbytie.
Le durcissement du cristallin est un phénomène continu, et non quelque chose qui apparaît subitement entre 40 et 45 ans. Il est perceptible à cet âge car c'est le moment où le processus progresse au point qu'il pénalise la vision pour la lecture. Tout individu a donc naturellement besoin de verres correcteurs pour lire à partir de 40–45 ans.
Parce que les jeunes enfants ont une meilleure accommodation que les adultes, ils examinent parfois les objets en les tenant plus près de leurs yeux qu'un adulte ne le ferait. L'amplitude d'accommodation diminue d'environ 14,0 D pour un individu de 10 ans, jusqu'à 0,50 D à 60 ans.
La correction théorique de l'addition peut être dégrossie selon l'âge du patient, quand elle est inférieure à 3,0 D, comme dans le tableau ci-dessous mais reste une approximation.
| Âge      | 45 ans   | 50 ans   | 55 ans   | 60 ans   | 65 ans et + |
| -------- | -------- | -------- | -------- | -------- | ----------- |
| Addition | + 1,00 D | + 1,50 D | + 2,00 D | + 2,50 D | + 3,00 D    |

Quand un individu accommode, ses yeux convergent également. Des anomalies de cette fonction accommodation/convergence peuvent conduire à consulter un orthoptiste.

## Axe optique et axe visuel
L'axe optique est le centre du verre où passe la lumière et où elle n'est pas déviée. L'axe visuel est l'endroit où la lumière passe à travers l’œil jusqu'à la rétine et où il est admis qu'elle n'est pas déviée.
Il arrive parfois que les verres correcteurs soient donnés avec l'axe optique différent de l'axe visuel. Ceci crée un effet prismatique. Les prismes peut être utilisés pour diagnostiquer et traiter les problèmes de la vision binoculaire et d'autre problèmes orthoptiques qui causent la diplopie tels que:
- Problèmes de fusion binoculaire
- Problèmes de capacité d’accommodation

## Variantes dans la rédaction d'une prescription
Quand aucune correction n'est requise, la puissance sphérique peut être transcrite comme 0,00 ou plano (pl.) ou afocal. Dans ce cas le verre n'a aucune puissance réfractive.
Quand une correction cylindrique est nécessaire pour corriger l'astigmatisme, deux façons de l'écrire sont possibles, soit en notation « cyl + », soit en « cyl - », selon que l'axe choisi est en correction cylindrique positive ou négative.
Par exemple, ces deux prescriptions sont équivalentes:
| Notation             | Sphère  | Cylindre | Axe  | SER     |
| -------------------- | ------- | -------- | ---- | ------- |
| notation en « cyl+ » | +2,00 D | +1,00 D  | 150° | +2,50 D |
| notation en « cyl- » | +3,00 D | −1,00 D  | 60°  | +2,50 D |

Il faut lire :
- la notation en cyl+ donne une correction (hypermétropie) de +2,00 D et une seconde correction (astigmatisme) de +1,00 D le long d'un axe de 150°
- la notation en cyl- donne une correction (hypermétropie) de +3,00 D et une seconde correction (astigmatisme) de −1,00 D le long d'un axe de 60°

On peut noter que les deux notations conduisent à un même équivalent sphérique de +2,50 D.
La conversion d'une notation à l'autre, est une opération dénommée transposition. En notant ' les valeurs dans l'autre notation, la relation est la suivante (disponible en ligne ici):
- Sphere' = Sphere + Cylindre
- Cylindre' = - Cylindre
- Axe'=Axe + 90°

Dans l'exemple précédent, la transposition en cyl- est de (+2,00) + (+1,00) = +3,00 D et un axe de 150° + 90° = 240° (ou 60°) et la transposition en cyl+ est de (+3,00) + (-1,00) = +2,00 D et un axe de 60° + 90° = 150°.
En pratique, le réfractionniste utilise les deux notations et l'opticien commande les verres en cyl+ à son verrier.

## Source
- (en) Cet article est partiellement ou en totalité issu de l’article de Wikipédia en anglais intitulé « eyeglass prescription » (voir la liste des auteurs).